# Sven-Erik Sjöstrand (ekonom)
Sven-Erik Sjöstrand, född 1945, är en svensk professor emeritus i företagsekonomi vid Handelshögskolan i Stockholm.

## Utbildning
Sjöstrand blev civilekonom vid Handelshögskolan i Stockholm 1968 och  disputerade där 1973 på doktorsavhandlingen Företagsorganisation – en taxonomisk ansats varvid han blev ekonomie doktor.

## Karriär
Sjöstrand innehade 1978-94 Rådet för Förtagslednings- och Arbetslivsfrågors professur i företagsekonomi vid Handelshögskolan i Stockholm. Sedan 1994 har han innehaft Matts Carlgrens professur i företagsekonomi vid samma högskola.
Sjöstrand har vidare varit styrelseordförande för Ekonomiska forskningsinstitutet (EFI) vid Handelshögskolan i Stockholm (1995-2001) och samtidigt styrelseledamot i den senare organisationen. Han har också varit styrelseledamot i Stockholm School of Economics Institute for Research från dess bildande 2011 till 2015. Han har under nästan 40 år (1977-2015) lett ett stort forskningscentrum för företagslednings- och bolagsstyrningsfrågor och har varit styrelseledamot i ett flertal nationella och internationella vetenskapliga organisationer och svenska storföretag. Sjöstrand har även handlett ett knappt femtiotal doktorander, fungerat som sakkunnig vid utnämningar av ett fyrtiotal professorer i Norden samt verkat som opponent vid ett tjugotal disputationer. Under ett trettiotal år ledde Sjöstrand, tillsammans med några kollegor vid Handelshögskolan, IFL:s (Institutet för Företagsledning) seminarier för ägare, styrelseordföranden, styrelseledamöter och koncernchefer i svenska storföretag.
Sjöstrand har en omfattande produktion av internationell och svensk vetenskaplig litteratur. Särskilt kan nämnas Organisationsteori (1974), Organizational Myths (1979), Samhällsorganisation (1985), Institutional Change: Theory and Empirical Findings (1993), On Economic Institutions (1995), Styrelsearbete i koncerner (1996), The Two Faces of Management (1997), Invisible Management (2001),  Rekrytering till koncernstyrelser (2003), Æsthetic Management (2007), Corporate Governance in Modern Financial Capitalism (2010), Ägarstyrning i statliga företag (2012), Nordic Corporate Governance (2016) och Rethinking Corporate Governance (2016).

## Utmärkelser
Sjöstrand är ledamot av Ingenjörsvetenskapsakademien sedan 2001.